# Paris (mytologie)
Paris (řecky: Πάρις) je postava z řecké mytologie, syn Priama, krále Tróje, a jeho manželky Hekabé. Podle starořeckého hrdinského eposu Íliady je klíčovou postavou vypuknutí trójské války.
Paris měl rozsoudit spor tří bohyň, která z nich je nejkrásnější olympskou bohyní. Paridův soud vyhrála a zlaté jablko Hesperidek (jablko sváru) od Parida dostala Afrodíté, která mu slíbila lásku nejkrásnější ženy světa. Tou byla Helena, manželka spartského krále Meneláa, pro kterou Paris opustil Oinóné a Helenu unesl, což vyvolalo trójskou válku.
Paris v trójské válce zabil hrdinu Achillea zásahem do paty šípem, který vedl bůh Apollón. Sám pak byl zabit šípem Filoktéta. Paridovými sourozenci byli Hektór, Déifobos, Polyxené a Kassandra.

## Mytologický příběh

### Narození a mládí

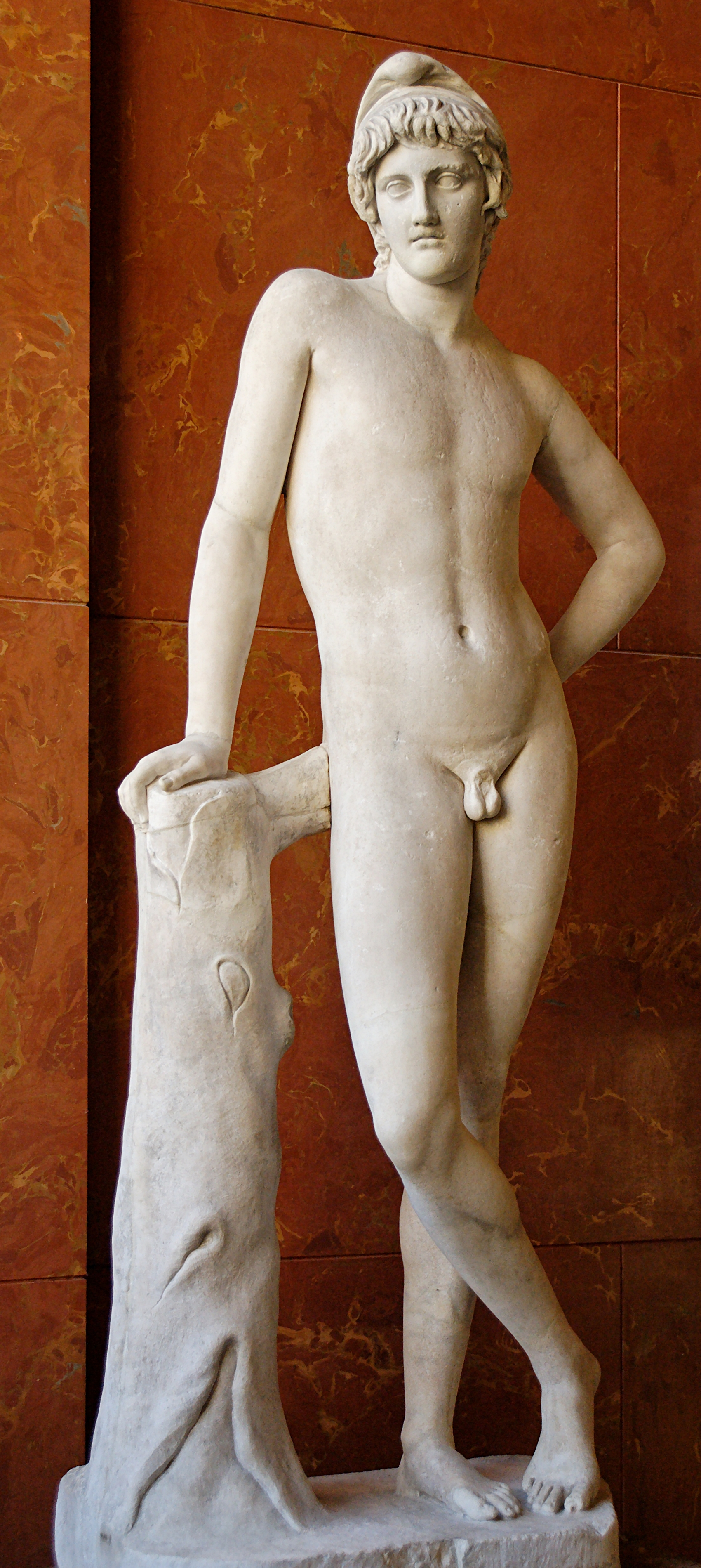
Paris, římská kopie řeckého originálu

Ještě před Paridovým narozením měla jeho matka sen o tom, že porodila hořící pochodeň, která zapálila Tróju a jeho sestra, věštkyně Kassandra předpověděla, že očekávané dítě bude příčinou záhuby Tróje. Radila, ať dítě hned po narození zabijí a tím zachrání kvetoucí a bohaté trojské království před zkázou. Její věštba i rada však nebyly vyslyšeny.
Novorozeného syna Parida nicméně nechali na králův rozkaz pohodit v lese na svazích hory Ídy, on však přežil díky medvědici, která ho odkojila a nymfě Oinóné a pastýři Ageláovi, kteří se o něj postarali a vychovali ho.

### Paridův soud
K události, jež se stala příčinou trójské války, došlo při příležitosti svatby bohyně Thetis s člověkem - fthíjským králem Péleem. Důvod toho byl, že o Thetis věštba pravila, že její syn předčí otce, a tak žádný bůh, přestože byla velmi krásná, o ni neusiloval.
Na tuto svatbu byli pozváni všichni bohové až na bohyni sváru Eris. Ta se velmi urazila a způsobem sobě vlastním se za to pomstila. Utrhla zlaté jablko ze zahrady Hesperidek a s nápisem "Té nejkrásnější” jej vhodila mezi bohyně Athénu, Héru a Afrodítu. Každá z nich jej okamžitě chtěla pro sebe, protože samozřejmě za nejkrásnější považovala sebe. Nakonec bylo na nejvyšším bohu Diovi, aby celou věc rozhodl. Ten považoval za moudré zbavit se odpovědnosti, dal tedy zlaté jablko Hermovi a poslal ho na horu Ídu u Tróje za mladíkem, který ještě nepoznal ženu, aby tento spor rozsoudil.

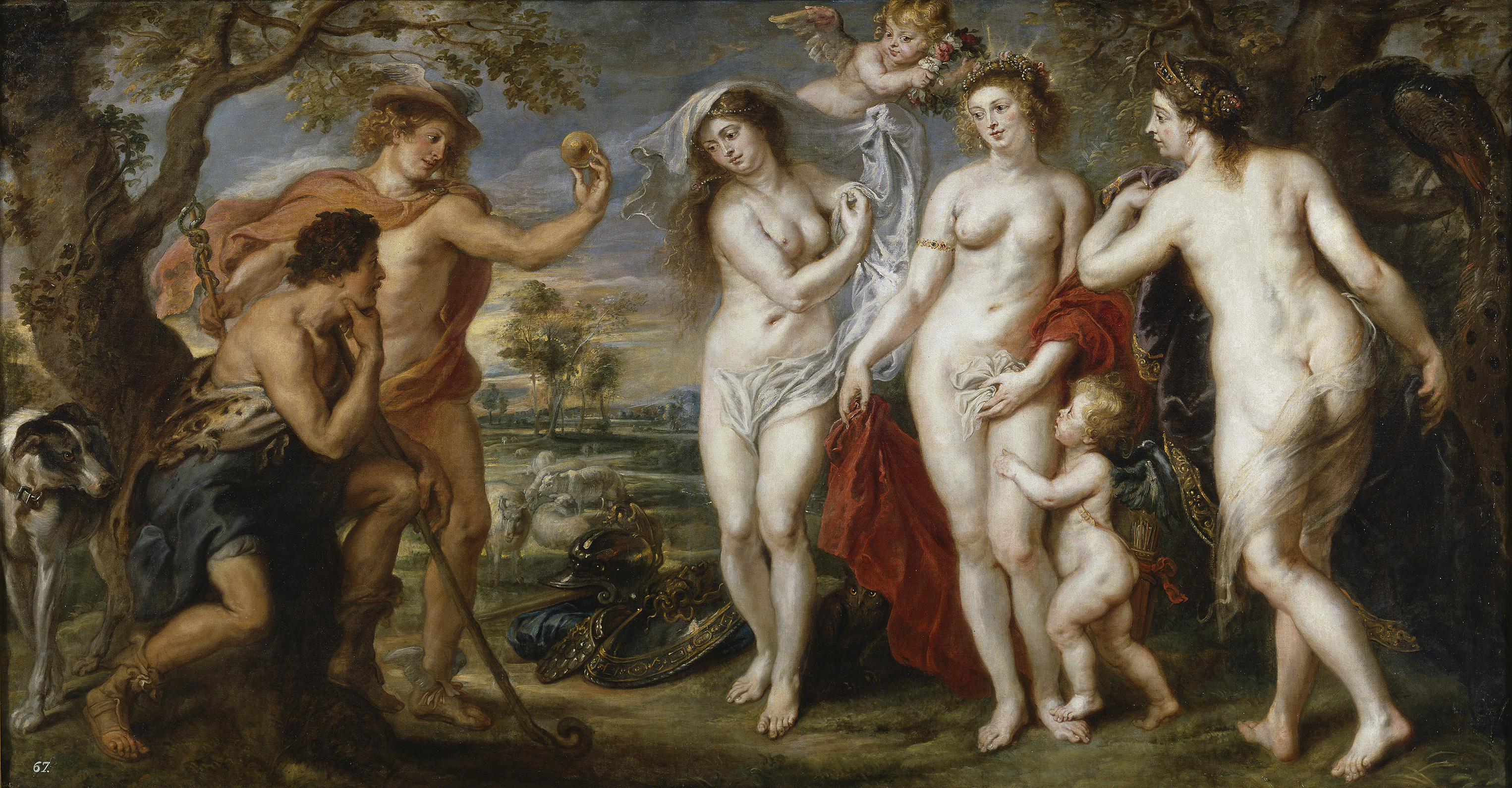
Paridův soud od Rubense

Tímto mladíkem nebyl nikdo jiný než Paris. Když se před Paridem znenadání objevil bůh Hermés a tři krásné bohyně a on byl vyzván, aby jablko dal „Té nejkrásnější“, chtěl mladík ze samých rozpaků nejprve utéci.
Bohyně, které poznaly jeho nerozhodnost, se ho snažily o svých přednostech přesvědčit sliby:
- bohyně Héra, Diova manželka, mu nabídla vládu nad Asií,
- bohyně války Athéna slávu a vítězství v každé válce
- a Afrodíté nejkrásnější ženu za manželku.

Paridovi se nejvíc zamlouvala třetí nabídka, a tak podal jablko Afrodítě. Přislíbenou nejkrásnější ženou na světě byla podle všeobecného názoru Helena, dcera nejvyššího boha Dia a manželky spartského krále Tyndarea Lédy. Problém byl, že Helena již byla provdána za Tyndareova nástupce na spartském trůnu Meneláa. Avšak tuto překážku nebylo pro bohyni lásky těžké překonat.
Nejdříve se měl Paris dozvědět o svém původu, k čemuž došlo na slavnostních hrách v Tróji. Ty byly uspořádány na počest a památku ztraceného syna, protože královna Hekabé nepřestávala pro svého syna truchlit. Vítěz měl získat nejlepšího býka z královských stád. Toho shodou okolností pásl právě Paris a bylo to jeho nejoblíbenější zvíře. Proto se ho rozhodl doprovodit do Tróje a podívat se na jeho budoucího majitele. V Tróji se pak o něj rozhodl zápasit, protože v případě vítězství by ho dostal zpět, a navíc mu soupeři nepřipadali tolik zdatní, aby je nepřemohl.
Přihlásil se tedy také, a díky své síle a obratnosti porazil dokonce i nejstaršího Priamova syna Hektora a zvítězil. Priamovi synové ale porážku od neznámého pastýře považovali za pohanu, vyvolali hádku a chtěli ho zabít. Paris hledal bezpečí u Diova oltáře, kde ho poznala Priamova dcera, věštkyně Kassandra. Radost rodičů z nalezení syna byla tak veliká, že nevěnovali pozornost Kassandřiným věštbám, že Paris Tróju zahubí. (To byl ostatně její úděl a trest, že nikdo nebude věřit jejím věštbám, neboť odmítla boha Apollóna, který se do ní kdysi zamiloval.)
Poté Afrodíta vnukla Paridovi touhu po ženě a myšlenku odplout do Sparty vyhlášené krásou tamních žen. Marné bylo rozmlouvání věštce Helena i varování Kassandřino. Paris se na cestu vydal, a i přes bouři a nepříznivý vítr tam brzy dorazil. Spolu se svým druhem Aineiem se stal hostem spartského krále Meneláa. Meneláos musel ovšem brzo po jejich návštěvě odjet a nařídil své manželce, aby hostům ve všem vyhověla. Paris se do ní mezitím hluboce zamiloval a Afrodíté zařídila, aby Helena jeho svodům neodolala. Vydala se s ním tedy k Tróji; kromě Heleny si prý Paris ovšem odvezl ještě Meneláovu pokladnici.
Když se to Meneláos po svém návratu dozvěděl, pochopitelně se velmi rozlítil, neboť Paris nejenže pošlapal všechny zákony pohostinství, ale urazil Meneláa jak jako vladaře, tak především i jako muže. Meneláos se proto rozhodl svolat všechny vládce Řecka a vypravit se na trestnou výpravu. Nejprve se vydal do Mykén k bratru Agamemnónovi. Ten mu poradil, aby nejdříve odplul s ithackým králem Odysseem do Tróji a o vydání Heleny zpět manželovi vyjednával. Nebude-li jednání úspěšné, pak teprve má pohrozit válkou.
Paris byl ochoten vrátit jenom pokladnici, o Heleně neměla být ani řeč. Král Priamos poté oznámil, že Helena zůstane v Tróji. Reakcí Agamemnónovou pak bylo už jenom vyhlášení války.
Toto vyhlášení již byla vůle všech achajských armád, jejichž vrchním velitelem se Agamemnón stal. Válečné loďstvo sestávalo z 1186 lodí a sto tisíců mužů, kteří vypluli z přístavu Aulida, vylodili se na trojském pobřeží a hned zaútočili na město. Trójané se však pod velením nejstaršího královského syna Hektora za hradbami ubránili. Agamemnón tedy přistoupil k obléhání Tróje. To vydrželo celých deset let.

### Účast v trójské válce
Paris se války zúčastnil, nebyl však ctěným válečníkem. Byl vynikajícím lučištníkem, zabil nebo zranil řadu významných achájců. Většinu času však trávil s manželkou a do bojů se příliš nehrnul. Jeho bratr Hektór ho příliš v lásce neměl a stejně tak vojáci. Odpustili by mu to, že zavdal příčinu k válce, ne však jeho nečinnost.
Odvahu projevil v desátém roce války, kdy vojska obou stran už byla vyčerpaná a otrávená dlouhými roky obléhání, takže se začal šířit názor, ať si vládcové sami mezi sebou vyřídí problémy, které spolu mají. Když se armády přiblížily na dostřel šípu, vystoupil Paris a vyzval proti sobě achajského vůdce. Postavil se mu spartský král Meneláos. Bylo dohodnuto, že tento souboj rozhodne válku. V případě vítězství Parida mu zůstane Helena a Achajci odplují. Zvítězí-li Meneláos, Helena půjde zpět k němu a Trójané zůstanou ve svém městě a zavládne klid zbraní.
Paris si byl vědom své odpovědnosti a odvážně se postavil soupeři. Jakmile však Meneláos pozvedl kopí, Paris zbaběle utekl do zadních řad. Hektór ho k boji přinutil, ale Paris Meneláovi podlehl. Kdyby mu nepomohla bohyně Afrodíta, zůstal by ležet na bojišti mrtvý. Ona ho však obestřela mrakem a přímo z bojiště ho odnesla do komnaty k Heleně. Přesto, že Paris jasně souboj prohrál, Helenu odmítl vydat. Nevydal ji ani poté, co bylo slavnostně dohodnuto příměří a válka vedená Trójany byla proti právu i smlouvě. To nemohlo skončit dobře. Paris se tak stal nejen příčinou války, ale také záhuby Tróje.
Paris sám ve válce zahynul, stejně tak jeho rodiče a všichni jeho bratři. Přesto však ještě dosáhl velké slávy, když svým šípem zabil Achilla, největšího řeckého reka. Mělo to však i druhou stránku: šíp vystřelil z bezpečí vysoké městské hradby, na přímý rozkaz boha Apollóna, který se potřeboval pomstít Achillovi za jeho urážku. Bůh usměrnil šíp přímo k nechráněné hrdinově patě.
Paris byl zasažen šípem krátce nato. Zranil ho lučištník Filoktétés otrávenou střelou, která mu způsobila nezhojitelnou ránu. Paris v bolestech utekl do míst, kde byl v mládí jako pastýř v životě nejšťastnější. Tam zemřel, všemi opuštěn. Jeho druhové mu uspořádali skromný pohřeb. Helena tam nepřišla, utěšovala v ložnici jeho mladšího bratra Déifoba. Za Paridem však přišla nymfa Oinóné, jeho první láska, a ze žalu se vrhla na hořící hranici a odešla společně s Paridem.

## Odkaz v umění
Podoba Paridova se zachovala především na vázových malbách, mezi nejznámější patří
- Paridův soud (z let 480-460 př. n. l., dnes v Britském muzeu v Londýně
- Únos Heleny, na číši z r. 480, dnes v Mnichově
- mozaika Paris jako mladý pastýř na Ídě; Paridův soud
- reliéf Paris a Helena, řada obrazů od slavných malířů
- také opera Paris a Helena Christopha Wilibalda Glucka (premiéra r. 1770 ve Vídni)